# Józef Simmler

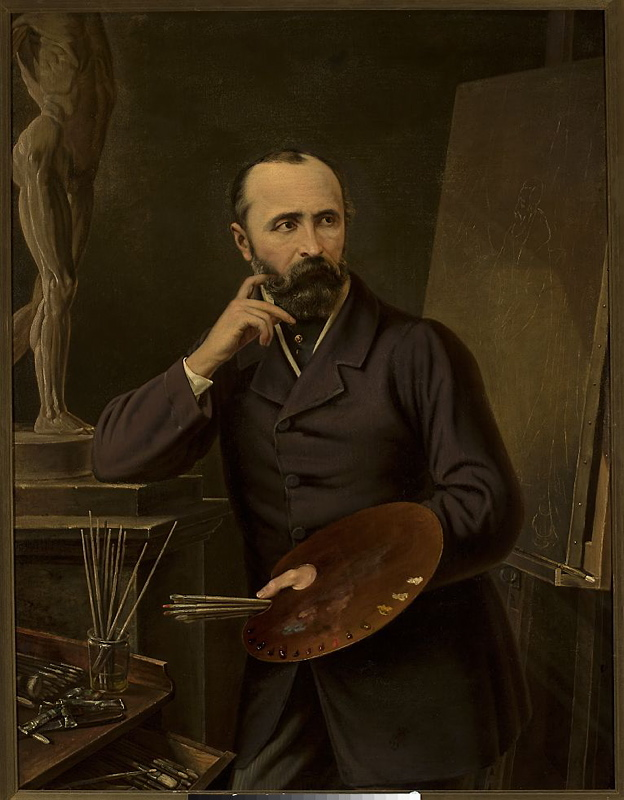
Józef Simmler, 1871 gemalt von Franciszek Mielnicki

Józef Simmler (* 14. März 1823 in Warschau; † 1. März 1868 ebenda) war ein deutsch-polnischer Historien- und Porträtmaler. Er gilt als ein Repräsentant des Realismus, der im klassischen Stil Motive aus Polen und der polnischen Geschichte abbildete.

## Leben

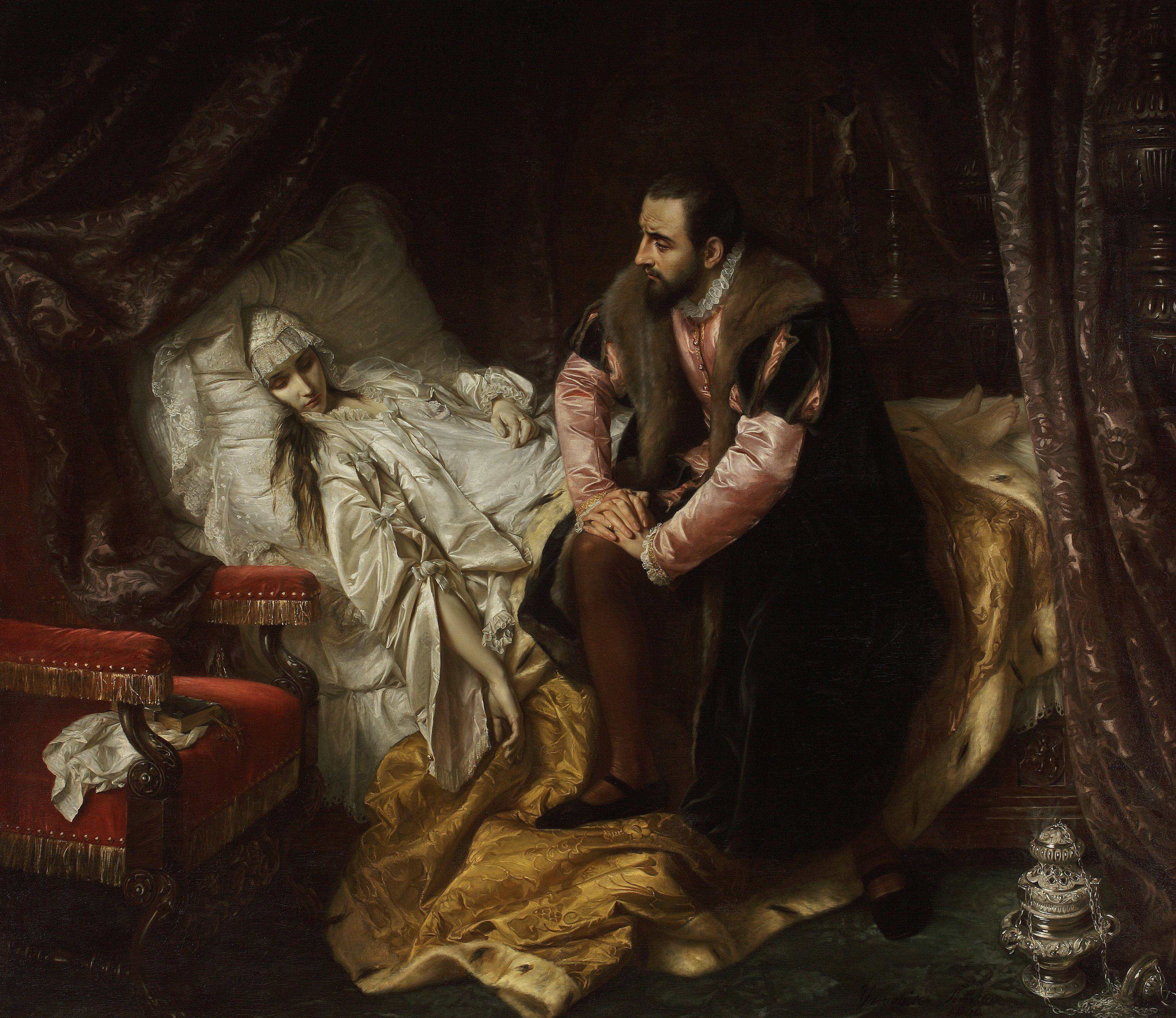
Der Tod der Barbara Radziwiłł, 1860

Józef Simmler stammte aus einer evangelischen deutschen Familie der Warschauer Bourgeoisie. Er studierte an der Dresdner Kunstakademie, danach ab dem 23. Dezember 1841 an der Königlichen Akademie der Künste in München. 1842 erkrankte er an Hirnhautentzündung. Nach einem Kuraufenthalt bei seiner Familie in der Schweiz kam er nach München zurück, um das Studium fortzusetzen. 1843 wurde er Mitglied des Münchener Kunstvereins.
1844 kam er wieder nach Dresden, um bei Eduard Bendemann zu studieren. 1845 kehrte er nach Warschau zurück, 1847 weilte er Paris. 1849 ließ er sich in Warschau nieder. 1850 heiratete er Julia Högensteller aus München.
In seinen Arbeiten überwiegen religiöse Motive und historische Porträts. Sein vielleicht bekanntestes Werk ist Der Tod der Barbara Radziwiłł (Śmierć Barbary Radziwiłłówny), ein 1860 fertiggestelltes Ölgemälde auf Leinwand. Es hängt heute im Nationalmuseum in Warschau.

## Nachkommen
Zu seinen Nachkommen zählen der Botaniker Eduard Strasburger und Henryk Leon Strasburger, ein polnischer Gesandter beim Völkerbund.

## Werke (Auswahl)
- Portret dziewczynki z rodziny Romanowskich (Porträt eines Mädchens aus der Romanowski-Familie 1851)
- Portret Jadwigi Łuszczewskiej (Deotymy) (Porträt Jadwiga Łuszczewska 1855)
- Szlachcic z papugą (Adliger mit einem  Papagei 1859)
- Przysięga Jadwigi (Die Schwur der Hl. Jadwiga 1867)
- Portret Emilii Włodkowskiej (Porträt Emilia Włodkowska 1865)